# Antonio Rivas Mercado

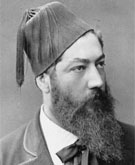
Antonio Rivas Mercado

Antonio Rivas Mercado (* 26. Februar 1853 in Tepic; † 3. Januar 1927 in Mexiko-Stadt) war ein mexikanischer Architekt und Bauingenieur.

## Leben
Rivas, Sohn von Luis Rivas Góngora und Leonor Mercado, absolvierte zunächst die Schulausbildung in Mexiko-Stadt und wechselte dann im Alter von elf Jahren auf Wunsch seiner Eltern an das englische Stonyhurst College. Danach absolvierte er die gymnasiale Ausbildung in Bordeaux, studierte im Anschluss bis 1878 an der École des Beaux-Arts in Paris Kunst und Architektur und erkundete auch Italien und Spanien, bevor er 1879 zurück nach Mexiko ging, wo er Unterricht in Architektur und Bauingenieurwesen gab. 1894 heiratete er Matilde Castellanos Haff und bekam mit ihr fünf Kinder, darunter die 1900 geborene spätere Schriftstellerin Antonieta Rivas Mercado. Er selbst war von 1903 bis 1912 Direktor der Escuela Nacional de Bellas Artes (ENBA). Nach der Fertigstellung des von ihm entworfenen Ángel de la Independencia in Mexiko-Stadt ging er nochmals nach Paris bis 1926, bevor er zurück in Mexiko ein Jahr später verstarb.

## Entwürfe und Bauten
- Teatro Juárez in Guanajuato
- Convento de San Diego
- Wachsmuseum in Mexiko-Stadt

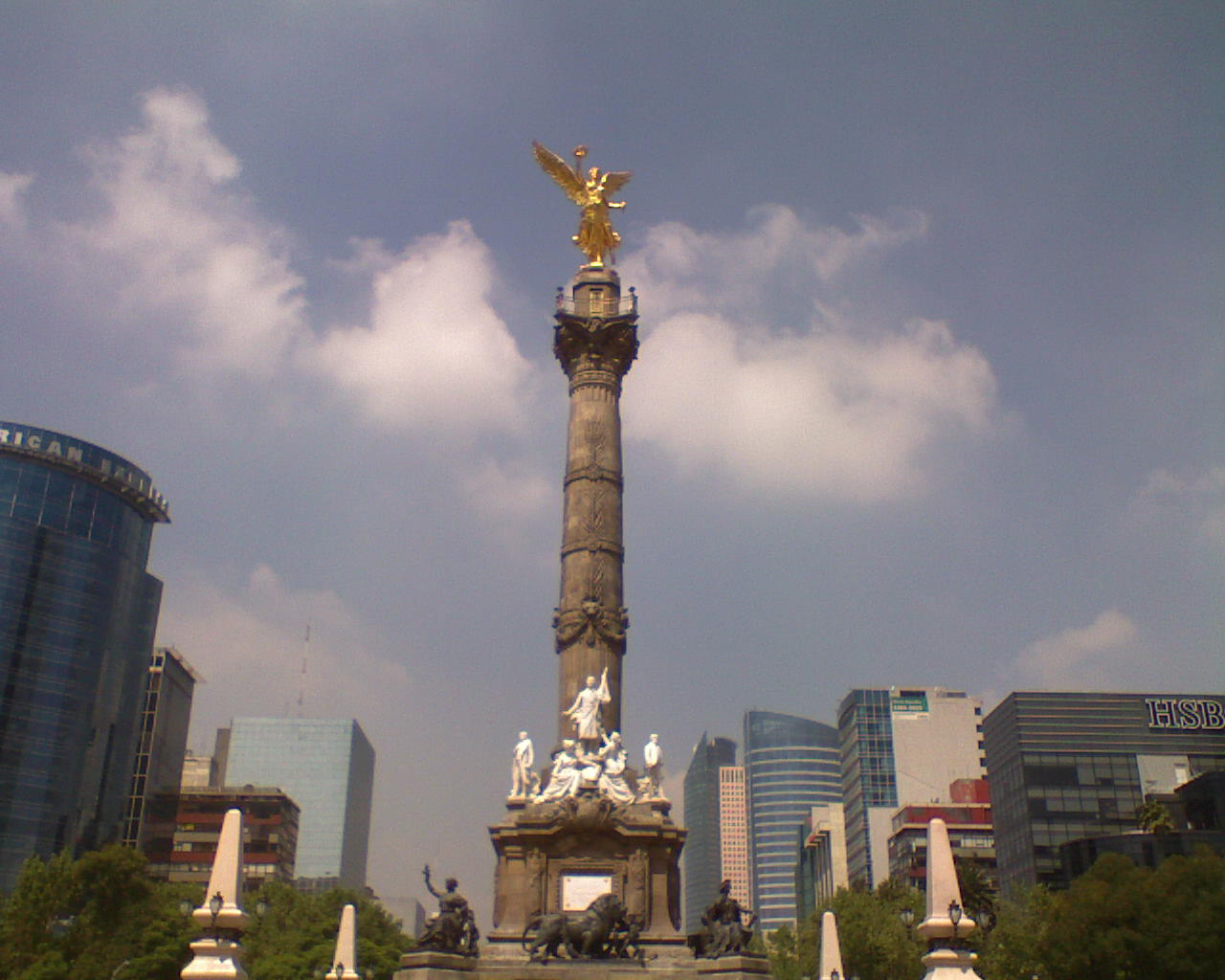
El Ángel de la Independencia, Mexiko-Stadt

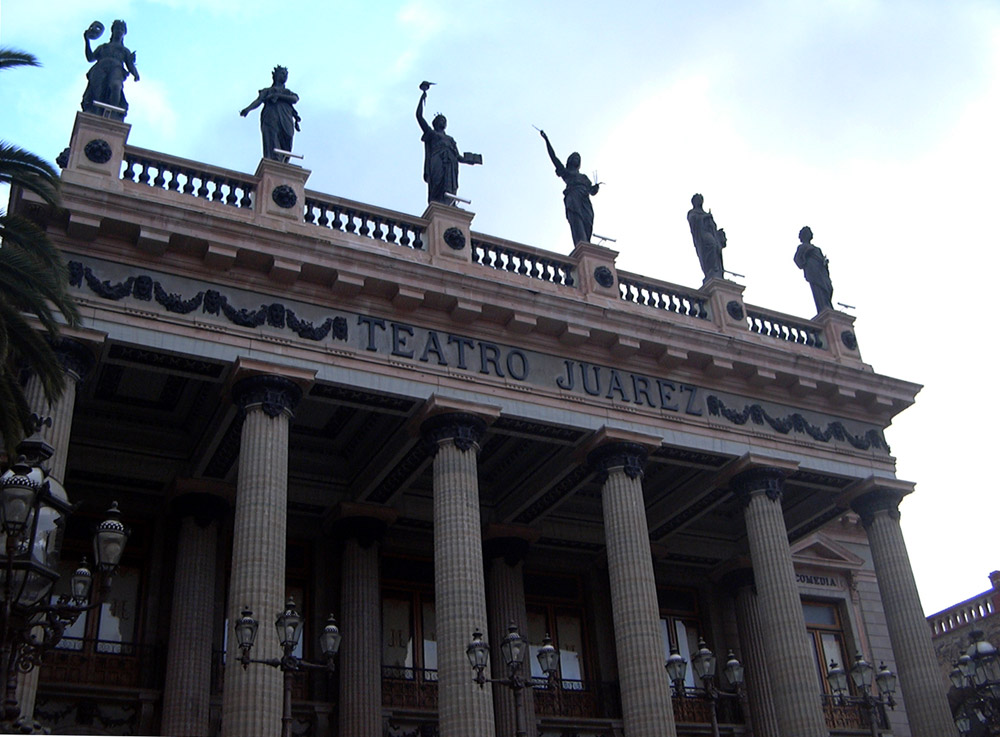
Teatro Juárez, Guanajuato

- Zollabfertigungsgebäude der Bahn in Tlatelolco
- Gemeindepalast, Tlalpan
- Calle de Londres 6, Mexiko-Stadt
- Calle de Héroes 45, Mexiko-Stadt
- Wohnhäuser für Manuel del Refugio González Flores, Serapio Rendón, Antonio Caso und seine Schwester Juana Rivas de Torres in Juárez 18 sowie auch ihr Grabmal am Panteón Francés
- Projektentwürfe für den Palacio Legislativo de San Lázaro (einer im englischen und einer im französischen Stil)
- Entwurf des „El Ángel de la Independencia“ in Mexiko-Stadt
  - Beauftragung durch Porfirio Díaz
  - Skulpturen von Enrique Alciati
  - Bauaufsicht: Gonzalo Garita und Manuel Gorozpe
  - Fertigstellung: 16. September 1910

## Weitere Arbeiten
- Restauration der Fassade des alten Rathauses in Mexiko-Stadt
- Dekorationsarbeiten in den Räumen des Palacio Nacional, insbesondere im Sala Panamericana
- Umbau des Hauptgebäudes der Hacienda de Chapingo, Texcoco (seit 1923 Universidad Autónoma de Chapingo)
- Umbau der Hacienda de Santa María Tecajete, Hidalgo
- Gebäudeumbau der Espejel-Ranch, Hidalgo
- Umbau der Hacienda de San Antonio Ometusco, México

| Personendaten    | Personendaten                            |
| ---------------- | ---------------------------------------- |
| NAME             | Rivas Mercado, Antonio                   |
| KURZBESCHREIBUNG | mexikanischer Architekt und Bauingenieur |
| GEBURTSDATUM     | 26. Februar 1853                         |
| GEBURTSORT       | Tepic                                    |
| STERBEDATUM      | 3. Januar 1927                           |
| STERBEORT        | Mexiko-Stadt                             |